# چوژیونگوسور
چوژیونگوسور (نام علمی: Chuxiongosaurus) نام یک سرده از راسته خزنده‌کفلان است.